# FAB-5000
El FAB-5000NG (en ruso : ФАБ-5000НГ, donde NG representa a su inventor, Nison Gelperin) es una bomba de demolición explosiva con gran cantidad de 5.000 kilogramos (11.000 lb), lanzada por aire, cubierta delgada y explosiva, utilizada por las Fuerzas Aéreas Soviéticas durante la Segunda Guerra Mundial. El dispositivo fue la bomba aérea más poderosa en el inventario soviético durante la guerra (hasta que la bomba de demolición FAB-9000 se desarrolló como parte de la serie M-46).

## Desarrollo
La bomba fue diseñada por el ingeniero químico soviético Nison Gelperin (1903-1989) en 1942. Gelperin proyectó y construyó bombas con pequeñas cubiertas de metal, para reducir el uso de hierro fundido y aluminio. En los desarrollos de Gelperin, las cubiertas de metal representaban solo el 35 por ciento del peso de la bomba.
En 1942, el Comité de Defensa del Estado de la Unión Soviética percibió la necesidad de armas que pudieran golpear las instalaciones industriales y militares, la construcción de astilleros y fortificaciones, sin la dispersión habitual de bombas de peso medio. El primer intento llegó en forma de un avión no tripulado explosivo, una versión modificada del TB-3, pero las pruebas de esta bomba voladora no fueron satisfactorias. 
La Dirección de Logística de las Fuerzas Aéreas finalmente solicitó a Gelperin el desarrollo de una bomba de cinco toneladas, capaz de ser lanzada por el Pe-8, el bombardero soviético más pesado de la época. La versión definitiva del FAB-5000 se ajustó con seis fusibles laterales de contacto, y la ojiva se llenó con 3,200 kg (7,100 lb) de una mezcla explosiva de TNT, RDX y polvo de aluminio. El número de fusibles aseguró que la fuerza de la explosión se dispersara lateralmente, lo que aumenta el daño en áreas como compuestos industriales e instalaciones militares. Para cargar el dispositivo, las puertas de la bahía del bombardero tenían que permanecer medio abiertas. Las pruebas, sin embargo, fueron exitosas. Se lanzaron dos bombas, una desde una altura de 4.000 m y la otra desde 3.300 m. La primera bomba cayó en terreno abierto, dejando un cráter de 6 metros (20 pies) de diámetro y 3 metros (9,8 pies) de profundidad. La Hierba en un radio de 150 m fue carbonizada. La segunda bomba aterrizó en el bosque y dejó un cráter de 8 metros (26 pies) de diámetro y 3 metros (9,8 pies) de profundidad. Alrededor de 600 árboles fueron arrancados en un radio de 70 m, mientras que el 30 por ciento de los árboles a 135 m también cayó. Pruebas posteriores produjeron cráteres de hasta 20 metros (66 pies) de diámetro y 9 metros (30 pies) de profundidad. El proyecto fue llevado a la línea de ensamblaje y la bomba se puso rápidamente en servicio el 15 de febrero de 1943. Al final de la guerra, se habían entregado 98 FAB-5000 a las Fuerzas Aéreas Soviéticas, todos ellos producidos en 1943.

## Uso en combate

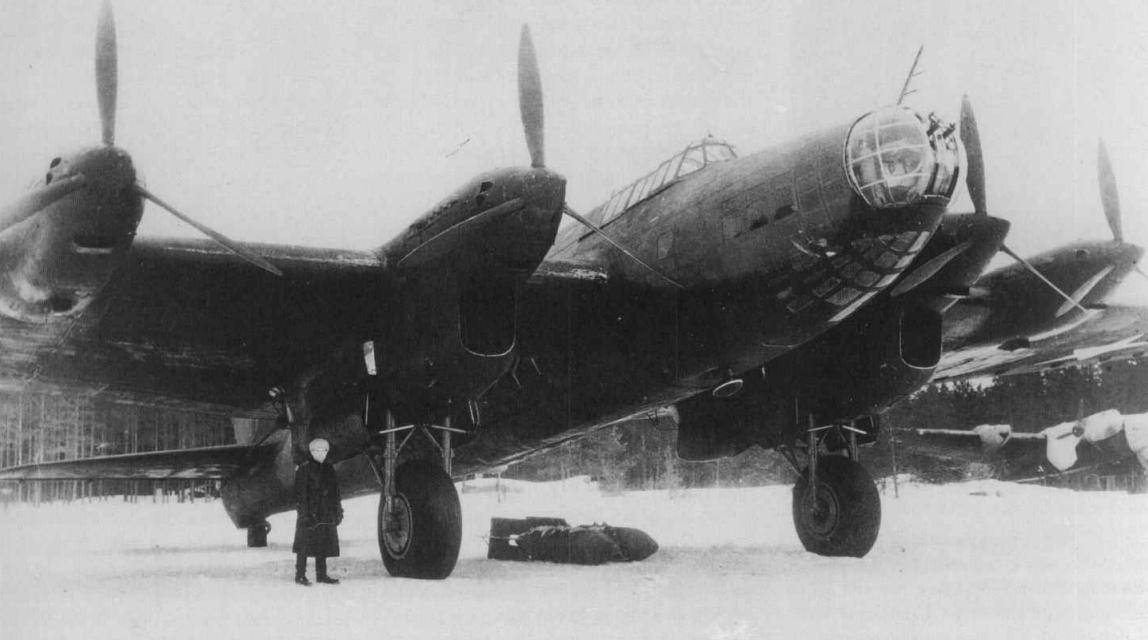
Dos bombas FAB-5000 bajo un bombardero Pe-8

El primer uso de combate del FAB-5000 tuvo lugar la noche del 28 de abril de 1943, cuando se vieron afectadas las fortificaciones costeras de Königsberg. El bombardero Pe-8 que lanzó la bomba desde una altura de 5,800 m fue sacudido por la onda expansiva de la explosión. El 19 de julio de 1943, durante la batalla de Kursk, dos Pe-8 lanzaron dos bombas en un patio de ferrocarril cerca de Orel, rompieron una sección de 100 m del ferrocarril y destruyeron docenas de vagones y vehículos militares alemanes. Los ferrocarriles y depósitos de combustible ya habían sido golpeados alrededor de Orel con una bomba el 4 de junio y con dos bombas el 3 de julio. El 12 de julio se llevaron a cabo dos ataques contra el avance de las tropas alemanas, pero se suspendió el uso táctico adicional para evitar el riesgo de un fuego amigo. Las fuentes soviéticas también afirman que dos edificios ocupados por la Gestapo y la Policía Auxiliar de Bielorrusia fueron demolidos por dos bombas FAB-5000 en la ciudad de Mogilev, Bielorrusia, aparentemente el 26 de mayo de 1943. El 7 de febrero de 1944, otra vez se lanzaron dos bombas FAB-5000 en Helsinki, en el curso de las Grandes Incursiones de 1944. Fuentes soviéticas afirman que los talleres ferroviarios y una fábrica de cables fueron destruidos. Un par de días después, dos bombas más cayeron sobre la capital de Finlandia. El último FAB-5000 se dejó caer en la estación de tren de Brailiv, Ucrania, el 9 de marzo de 1944, durante la ofensiva soviética en el bolsillo de Kamenets-Podolsky, deteniendo todo el tráfico ferroviario durante varios días.